# 刘斌 (歌手)
刘斌（1958年3月—），男，祖籍山东，生于辽宁锦州。中华人民共和国男高音歌唱家、作曲家，一级演员。

## 生平
刘斌早年是京剧老生演员。1974年到1984年，刘斌在长春市京剧团任老生演员。其间曾师从余派传人万小浦学习余派老生，代表剧目有《失、空、斩》饰孔明，《碰碑》饰杨继业等；后又师从马派传人丁英奇学习马派老生，代表剧目有《借东风》饰孔明，《四郎探母》饰杨延辉等。自出演新编历史剧《凤凰二乔》饰乔玄后，刘斌便正式拜高派创始人高庆奎之子高世寿为师，学习高派老生，代表剧目有《逍遥津》饰汉献帝，《斩皇袍》饰赵匡胤等。在十年的京剧表演生涯中，刘斌曾多次获省、市文艺奖项。
1984年，刘斌来到北京，考入北京军区战友歌舞团。先后师从中国音乐学院金铁霖、上海音乐学院高芝兰、中央音乐学院王秉锐教授。1985年，创唱《南腔北调大汇唱》，以一曲“穷人的孩子早当家”（源自京剧《红灯记》）及“今日痛饮庆功酒”（源自京剧《智取威虎山》）走红。1986年，在1986年中国中央电视台春节联欢晚会上演唱。
1992年，在日本明仁天皇及夫人访华时，主演大型歌剧《歌仙——小野小町》饰皇太子。1984年到1995年，多次参加中央电视台举办的春节联欢晚会及大型文艺晚会，还有各省、市电视台举办的文艺晚会及演出活动。1994年11月，刘斌应邀到日本参加国际青年艺术节，在东京、福冈演出五场音乐会，并参加世界上第一次由5万人合唱、12万人参与的贝多芬第九交响曲《欢乐颂》，任领唱之一。
2006年11月28日，刘斌出任北京军区战友文工团团长。任内他除了领导全团工作外，还坚持演出。全团演出活动频繁，先后推出《红歌献给党·长征组歌交响合唱音乐会》等。他还推动了北京军区战友文工团管弦乐团的改革发展。2014年卸任团长职务。

## 作品
刘斌首唱的歌曲有100多首，其中《当兵的人》、《依旧辉煌》、《华北大平原》、《不老的爱》、《这话听着亲》、《爱是同渡的船》及电视连续剧《唐明皇》主题歌《倚天拨剑观苍海》等十多部电视剧主题歌是他的代表作。
刘斌还是一位作曲家。1995年8月1日，歌曲《当兵的人》（晓岭作词，云飞、刘斌作曲）获中国人民解放军总政治部颁发的第四届文艺大奖、90年代战士最喜爱的军旅歌曲特别特别奖、1995年全军优秀队列歌曲奖。1996年7月，歌曲《当兵的人》在中央电视台举办的全国第一届“军神杯”军旅歌曲大赛专业组比赛中获作品金奖。1996年9月，《中华儿女的心愿》获第二届“花生曲”歌曲创作征集特等大奖。1997年，创作歌曲《当兵的人》获90年代观众最喜爱的电视歌曲作曲奖。

## 奖项和荣誉
1986年，刘斌参加中央电视台举办的第二届全国“五洲杯”声乐大奖赛民族唱法专业组比赛，获银屏奖。1988年参加第三届全国“五洲杯”声东大奖赛民族唱法专业组比赛，获优秀奖。1990年参加第四届全国“五洲杯”声乐大奖赛民族唱法专业组比赛，获第二名。1992年参加第五届全国“五洲杯”声乐大奖赛民族唱法专业组比赛，获第一名。1992年8月获全军文艺汇演一等奖。1992年11月到香港参加国际青年艺术节，获金奖。
2011年被评为第三届全国中青年德艺双馨文艺工作者。